# 韦尔讷
韦尔讷（德語：Werne，發音：[ˈvɛʁnə] ⓘ）是德国北莱茵-威斯特法伦州阿恩斯贝格行政区翁纳县的城市，面积76.14平方千米，2023年12月31日人口为29,868人。